# Polyommatinae
Sous-famille
Tribus de rang inférieur
- Lycaenesthini
- Candalidini
- Niphandini
- Polyommatini

Les Polyommatinae sont une sous-famille de lépidoptères (papillons) de la famille des Lycaenidae.

## Étymologie et noms vernaculaires
Le nom de la sous-famille dérive de celui du genre Polyommatus, qui vient du grec polus, « beaucoup», et ommatos, « œil », en référence aux nombreux ocelles ornant le revers de leurs ailes, analogues aux cent yeux du Géant Argos.
De nombreuses espèces de Polyommatinae sont appelées en français des « Azurés » (pour celles qui ont le dessus des ailes bleu) et/ou des « Argus » (pour celles qui ont de nombreux ocelles). En anglais, on les appelle les blues.

## Systématique
Bien que cette sous-famille ait été très étudiée, sa composition et sa phylogénie restent largement énigmatiques. En 1973, John N. Eliot disait : « Je dois admettre mon échec quant à la division de cette grande tribu en plusieurs grands groupes naturels. J’ai dû me résoudre à créer pas moins de trente sections, la plupart d’entre elles étant au niveau de la sous-section ou du genre »[réf. souhaitée]. Les progrès de la phylogénétique moléculaire ont récemment permis de mieux comprendre la structure de certains groupes, notamment les genres apparentés au genre type Polyommatus (sous-tribu des Polyommatina). 

## Liste des tribus et des genres
D'après Tree of Life Web Project (19 mai 2008), avec la mise à jour de Talavera et al. (2013) pour les Polyommatina :
- Tribu des Lycaenesthini Toxopeus 1929 
  - Anthene Doubleday, 1847
  - Cupidesthes Aurivillius, 1895
  - Neurellipes Bethune-Baker, 1910
  - Neurypexina Bethune-Baker, 1910
  - Triclema Karsch, 1893
- Tribu des Candalidini Eliot 1973 
  - Candalides Hübner, 1819
  - Nesolycaena Waterhouse & Turner, 1905
  - Zetona Waterhouse, 1938
- Tribu des Niphandini Eliot 1973 
  - Niphanda Moore, 1875
- Tribu des Polyommatini Swainson 1827 
  - Actizera Chapman, 1910
  - Acytolepis Toxopeus, 1927
  - Afarsia Korb & Bolshakov, 2011
  - Agriades Hübner, 1819
  - Alpherakya Zhdanko, 1994
  - Aricia Reichenbach, 1817
  - Azanus Moore, 1881
  - Bothrinia Chapman, 1909
  - Brephidium Scudder, 1876
  - Cacyreus Butler, 1898
  - Caerulea Forster, 1938
  - Caleta Fruhstorfer, 1922
  - Callenya Eliot & Kawazoé, 1984
  - Callictita Bethune-Baker, 1908
  - Castalius Hübner, 1819
  - Catochrysops Boisduval, 1832
  - Catopyrops Toxopeus, 1929
  - Cebrella Eliot & Kawazoé, 1984
  - Celarchus Eliot & Kawazoé, 1984
  - Celastrina Tutt, 1906
  - Celatoxia Eliot & Kawazoé, 1984
  - Chilades Moore, 1881
  - Cupido Schrank, 1801 — inclut les ex-Everes.
  - Cupidopsis Karsch, 1895
  - Cyaniris Dalman, 1816
  - Cyclargus Nabokov, 1945
  - Danis Fabricius, 1807
  - Discolampa Toxopeus, 1929
  - Echinargus Nabokov, 1945
  - Eicochrysops Bethune-Baker, 1924
  - Eldoradina Balletto, 1993
  - Elkalyce Balint & Johnson, 1995
  - Epimastidia Druce, 1891
  - Erysichton Fruhstorfer, 1916
  - Euchrysops Butler, 1900
  - Eumedonia Forster, 1938
  - Euphilotes Mattoni, 1978
  - Famegana Eliot, 1973
  - Freyeria Courvoisier, 1920
  - Glabroculus Lvovsky, 1993
  - Glaucopsyche Scudder, 1872
  - Grumiana Zhdanko, 2004
  - Harpendyreus Heron, 1909
  - Hemiargus Hübner, 1818
  - Icaricia Nabokov, 1945
  - Iolana Bethune-Baker, 1914
  - Ionolyce Toxopeus, 1929
  - Itylos Draudt, 1921
  - Jameela Grund & Eastwood, 2010
  - Jamides Hübner, 1819
  - Kretania Beuret, 1959
  - Lampides Hübner, 1819
  - Lepidochrysops Hedicke, 1923
  - Leptotes Scudder, 1876 — inclut les ex-Cyclyrius.
  - Lestranicus Eliot & Kawazoe, 1983
  - Luthrodes Druce, 1895
  - Lycaenopsis C. & R. Felder, 1865
  - Lysandra Hemming, 1933
  - Madeleinea Bálint, 1993
  - Maurus Bálint, 1991
  - Megisba Moore, 1881
  - Micropsyche Mattoni, 1978
  - Monodontides Toxopeus, 1927
  - Nabokovia Hemming, 1960
  - Nacaduba Moore, 1881
  - Neolucia Waterhouse & Turner, 1905
  - Neolysandra Koçak, 1977
  - Neopithecops Distant, 1884
  - Notarthrinus Chapman, 1908
  - Nothodanis Hirowatari, 1992
  - Oboronia Karsch, 1893
  - Orachrysops Vári in Vári & Kroon, 1986
  - Oraidium Bethune-Baker, 1914
  - Oreolyce Toxopeus, 1927
  - Orthomiella de Nicéville, 1890
  - Otnjukovia Zhdanko, 1997
  - Palaeophilotes Forster, 1938
  - Pamiria Zhdanko, 1995
  - Paraduba Bethune-Baker, 1906
  - Paralycaeides Nabokov, 1945
  - Parelodina Bethune-Baker, 1904
  - Patricius Bálint, 1991
  - Perpheres Hirowatari, 1992
  - Petrelaea Toxopeus, 1929
  - Phengaris Doherty, 1891 — inclut les ex-Maculinea.
  - Philotes Scudder, 1876
  - Philotiella Mattoni, 1978
  - Phlyaria Karsch, 1895
  - Pistoria Hemming, 1964
  - Pithecops Horsfield, 1828
  - Plautella Eliot & Kawazoé, 1984
  - Plebejidea Koçak, 1983
  - Plebejus Kluk, 1802
  - Plebulina Nabokov, 1945
  - Polyommatus Latreille, 1804
  - Praephilotes Forster, 1938
  - Prosotas Druce, 1891
  - Pseudochrysops Nabokov, 1945
  - Pseudolucia Nabokov, 1945
  - Pseudonacaduba Stempffer, 1942
  - Pseudophilotes Beuret, 1958
  - Pseudozizeeria Beuret, 1955
  - Psychonotis Toxopeus, 1930
  - Ptox Toxopeus, 1928
  - Rhinelephas Toxopeus, 1927
  - Rimisia Zhdanko, 1994
  - Rueckbeilia Talavera, Lukhtanov, Pierce & Vila, 2013
  - Rysops Eliot, 1973
  - Sahulana Hirowatari, 1992
  - Sancterila Eliot & Kawazoé, 1983
  - Scolitantides Hübner, 1819
  - Shijimia Matsumura, 1919
  - Sidima Eliot & Kawazoé, 1984
  - Sinia Forster, 1940
  - Sinocupido Lee, 1963
  - Subsolanoides Koiwaya, 1989
  - Talicada Moore, 1881
  - Tartesa Hirowatari, 1992
  - Tarucus Moore, 1881
  - Thaumaina Bethune-Baker, 1908
  - Theclinesthes Röber, 1891
  - Thermoniphas Karsch, 1895
  - Tongeia Tutt, 1908
  - Turanana Bethune-Baker, 1916
  - Tuxentius Larsen, 1982
  - Udara Toxopeus, 1928
  - Una de Nicéville, 1890
  - Upolampes Bethune-Baker, 1908
  - Uranobothria Toxopeus, 1927
  - Uranothauma Butler, 1895
  - Zintha Eliot, 1973
  - Zizeeria Chapman, 1910
  - Zizina Chapman, 1910
  - Zizula Chapman, 1910